# Mohamed Obaid Al-Zahiri
Mohamed Obaid Al-Zahiri (1º agosto 1967) è un ex calciatore emiratino, di ruolo difensore.

## Palmarès

### Club

#### Competizioni nazionali
- Campionato emiratino: 2

Al-Ain: 1997-1998, 1999-2000
- Coppa del Presidente degli Emirati Arabi Uniti: 1

Al-Ain: 1998-1999